# Bezirk Bellinzona
Der Bezirk Bellinzona (italienisch Distretto di Bellinzona, ehemals Landvogtei Bellenz) ist ein Bezirk des Schweizer Kantons Tessin. Hauptort ist Bellinzona.

## Kreise und Gemeinden
Der Bezirk gliedert sich in drei Kreise (circoli)
- Arbedo-Castione
- Bellinzona
- Sant’Antonino.

Diese Kreise umfassen total sechs Gemeinden.
| Wappen          | Name der Gemeinde | Einwohner (31. Dezember 2023) | Fläche in km² | Einw. pro km² | Kreis           |
| --------------- | ----------------- | ----------------------------- | ------------- | ------------- | --------------- |
| Arbedo-Castione | Arbedo-Castione   | 5108                          | 21,39         | 239           | Arbedo-Castione |
| Lumino          | Lumino            | 1614                          | 10,10         | 160           | Arbedo-Castione |
| Bellinzona      | Bellinzona        | 44'743                        | 164,20        | 272           | Bellinzona      |
| Cadenazzo       | Cadenazzo         | 3111                          | 8,38          | 371           | Sant’Antonino   |
| Isone           | Isone             | 394                           | 12,83         | 31            | Sant’Antonino   |
| Sant’Antonino   | Sant’Antonino     | 2646                          | 6,55          | 404           | Sant’Antonino   |
| Total (6)       | Total (6)         | 57'616                        | 226,33        | 255           | (3)             |

## Kommunanzen
Die einzige verbliebene Kommunanz des Distrikts Bellinzona ist die Kommunanz Medeglia-Cadenazzo (BFS-Nr. 5391). Bis März 2005 wurde sie Kommunanz Medeglia-Robasacco genannt und führte bis 31. Dezember 2003 die BFS-Nr. 5020.

## Veränderungen im Gemeindebestand

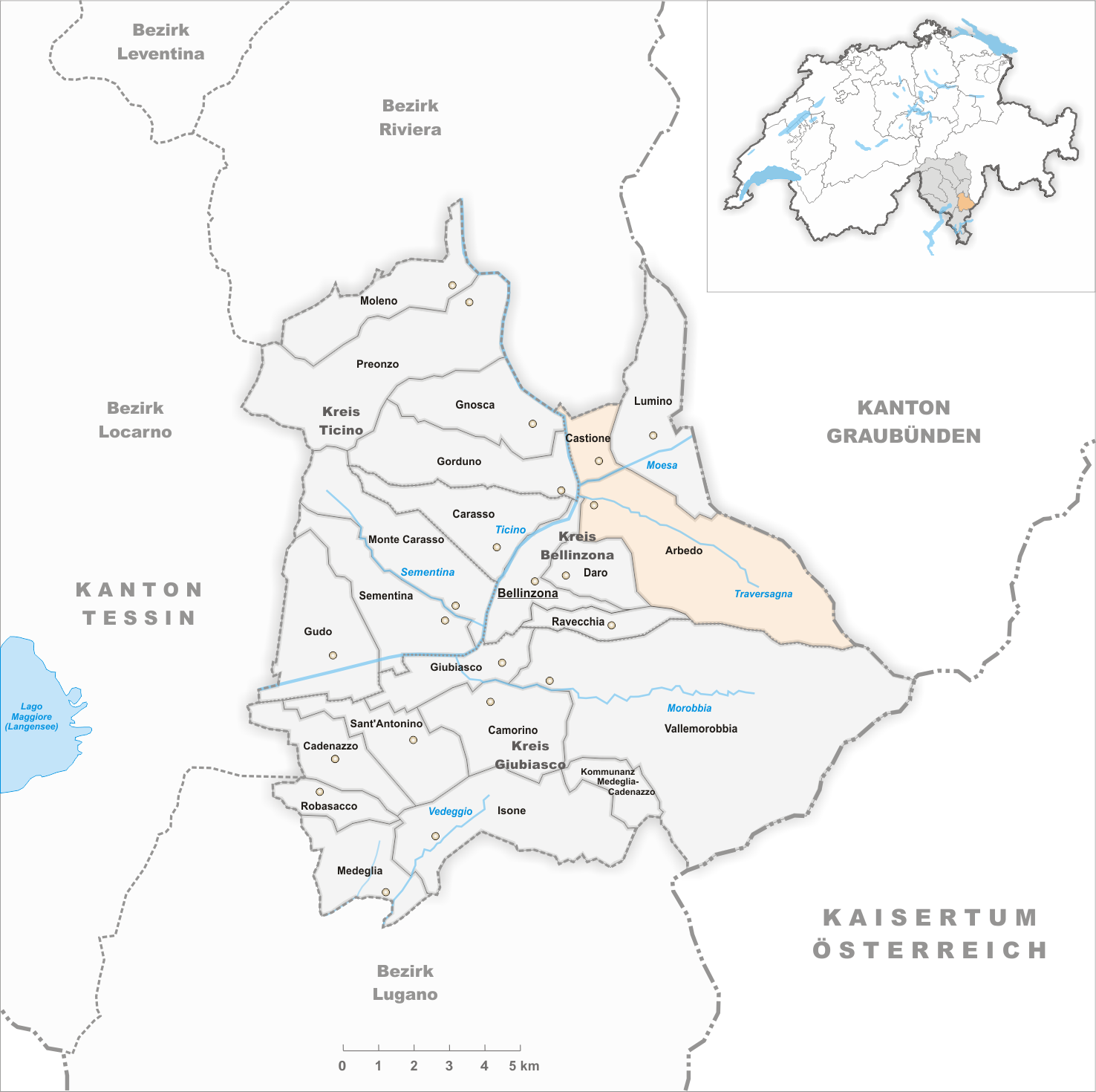
Gemeinden bis 1820
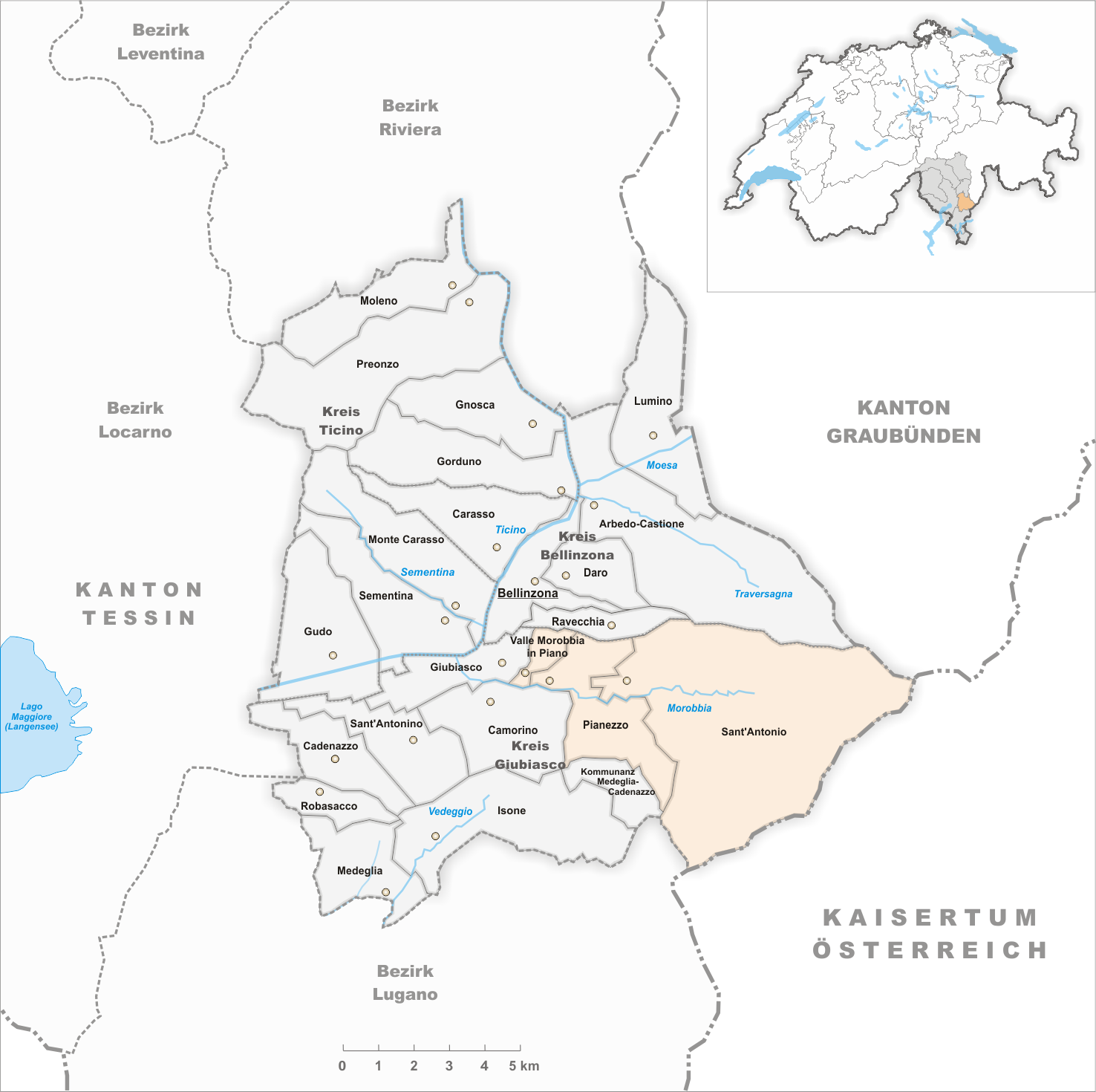
Gemeinden bis 1831
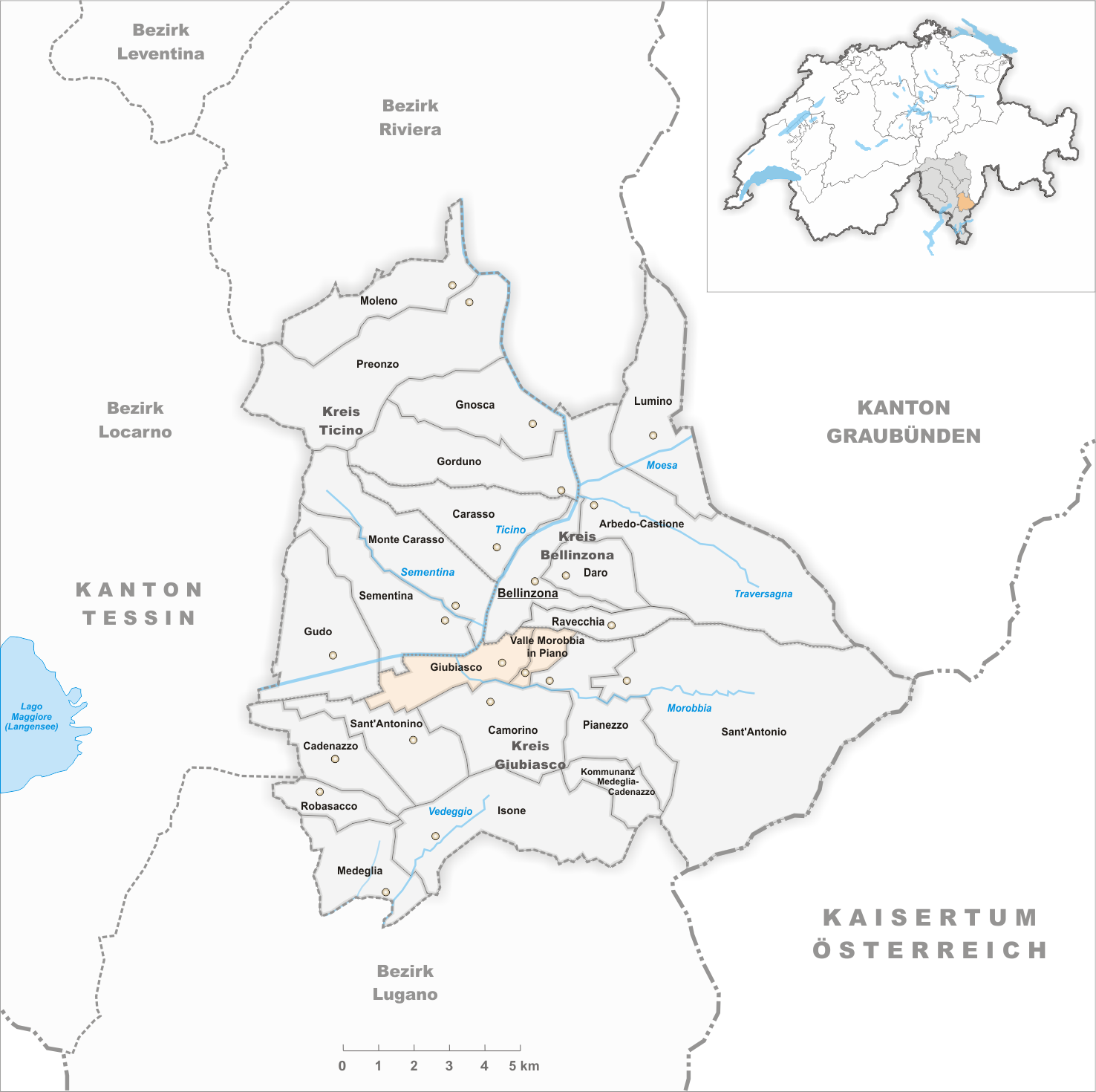
Gemeinden bis 1866
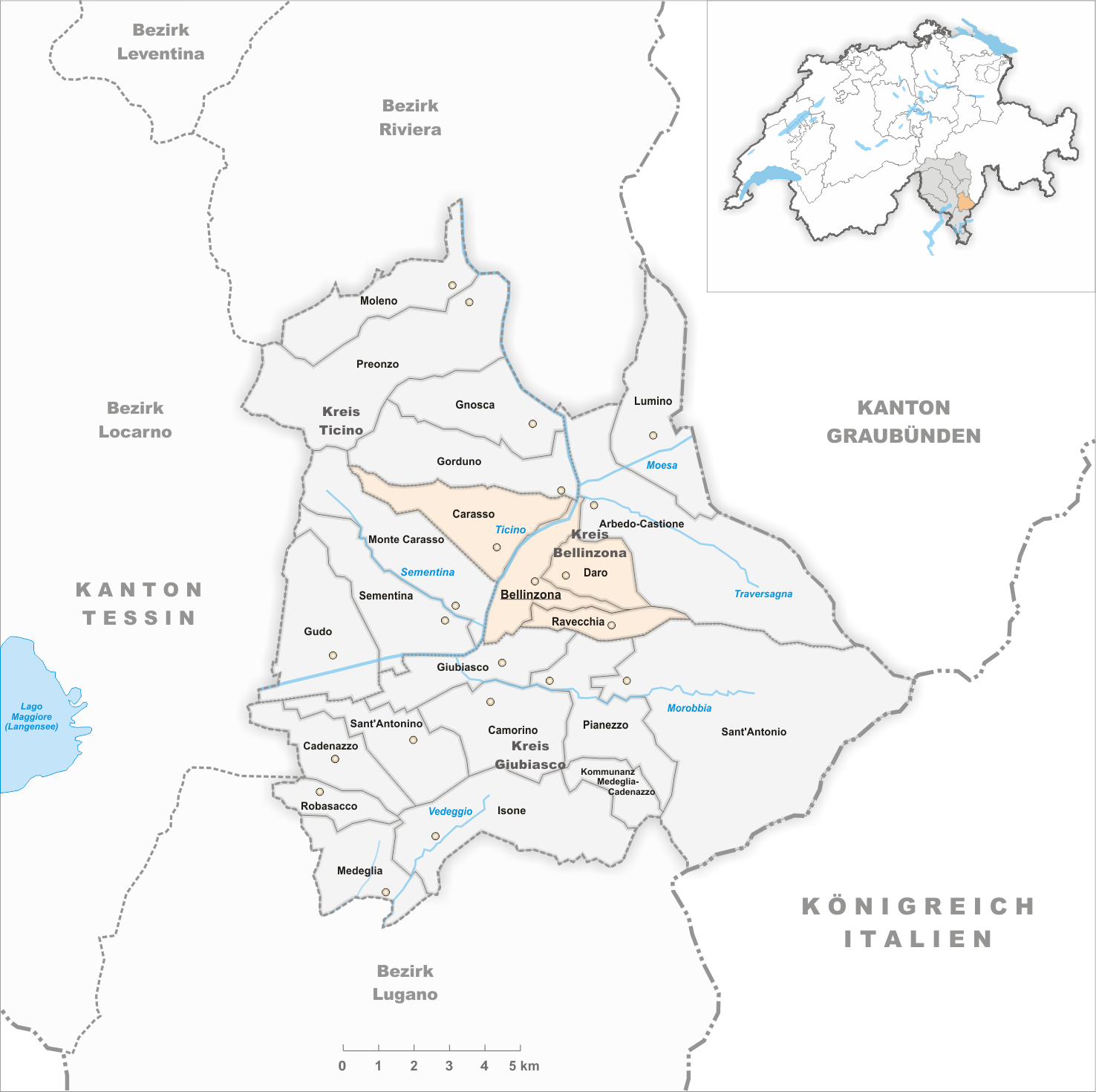
Gemeinden bis 1906
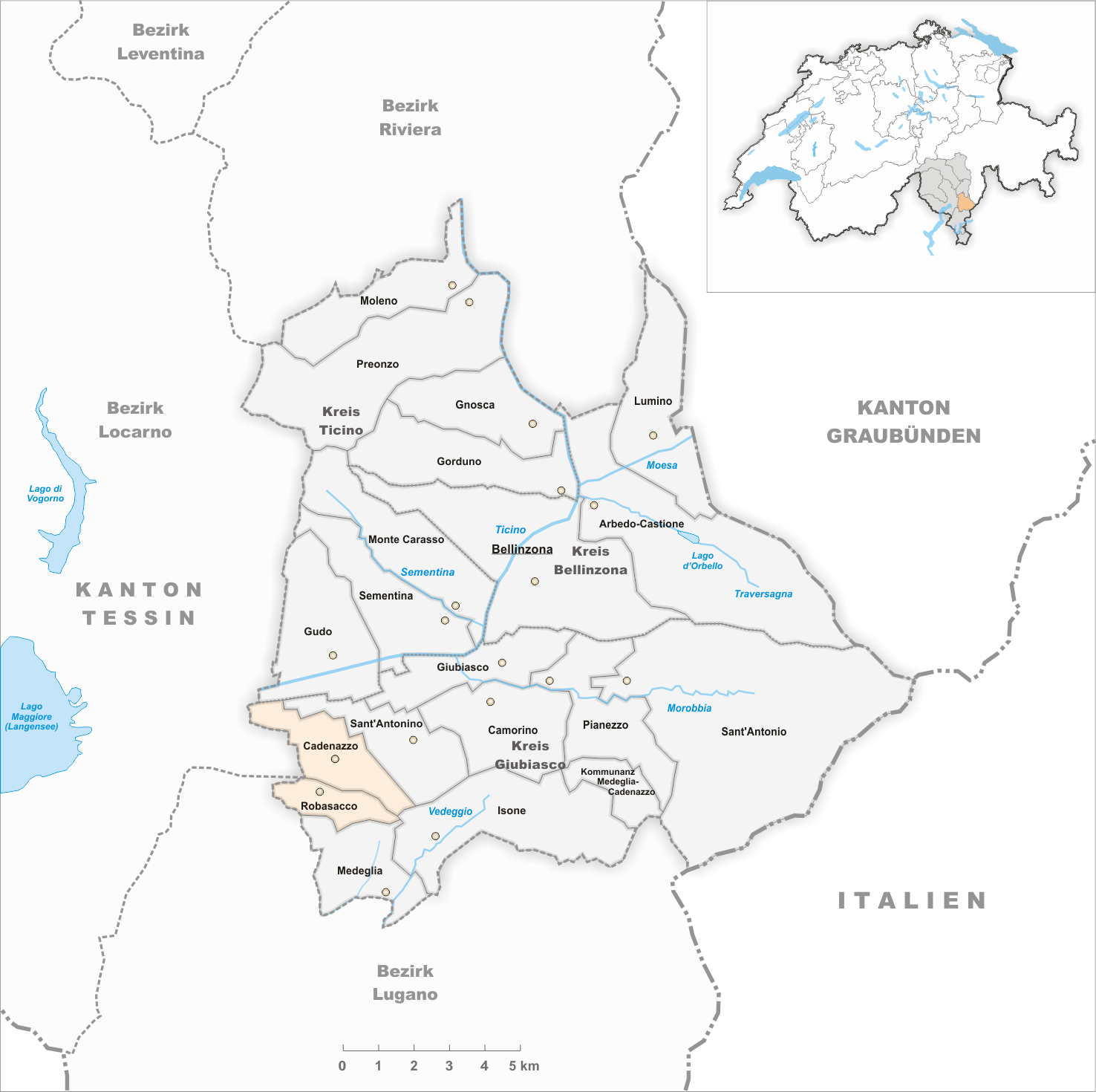
Gemeinden bis 2005
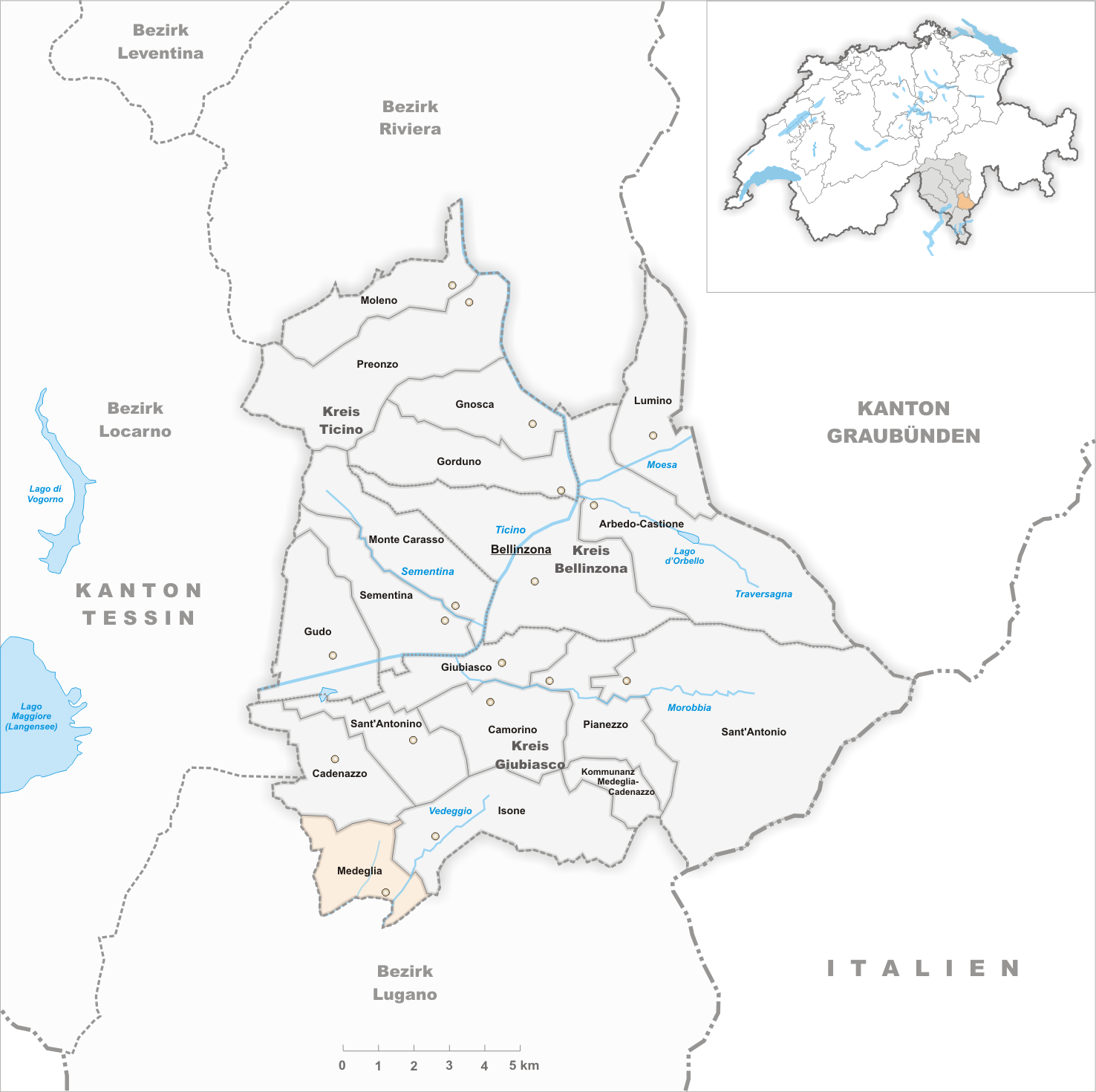
Gemeinden bis 2010
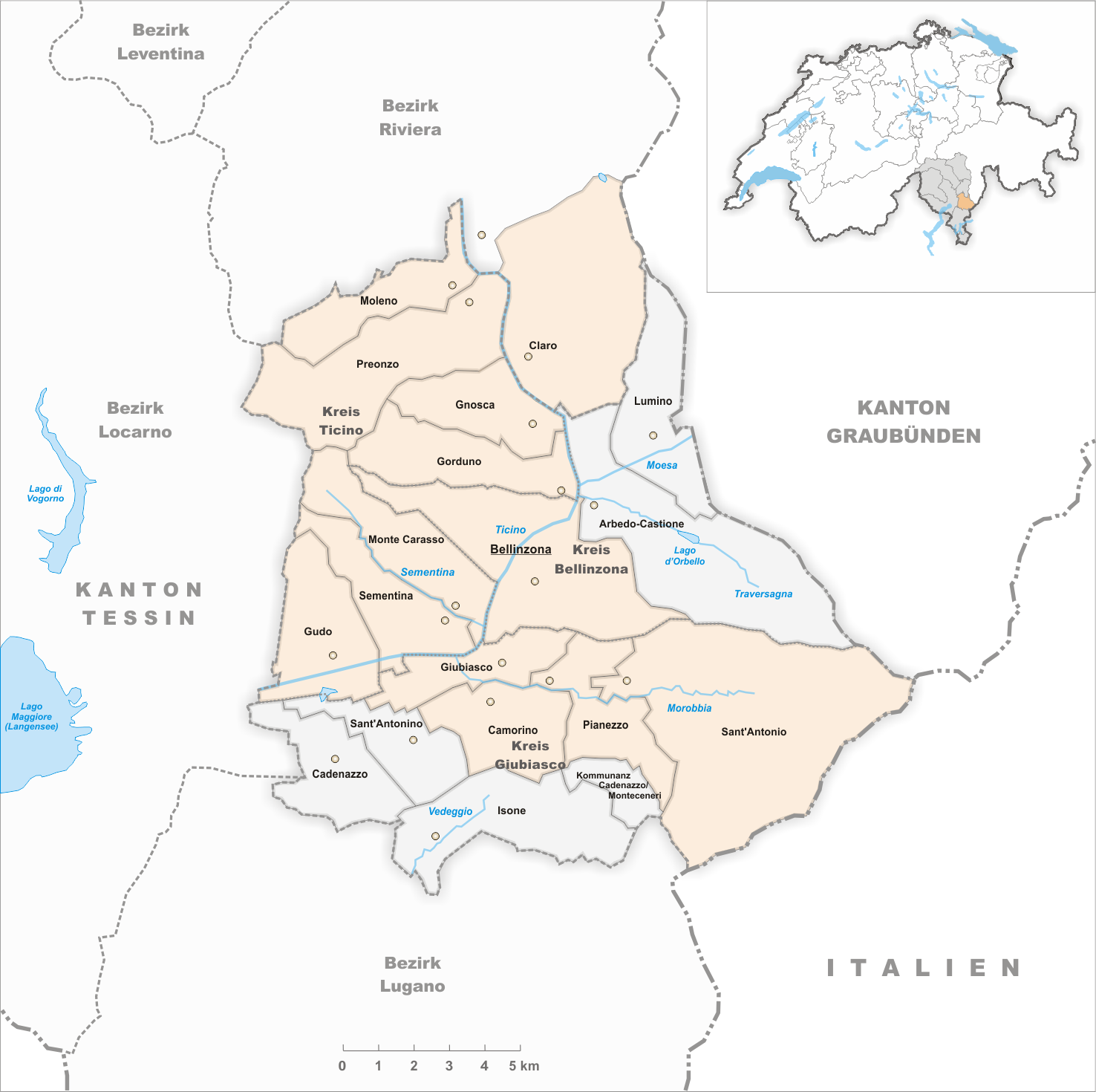
Gemeinden bis 2017

- 1821: Fusion Arbedo und Castione  →  Arbedo-Castione

- 23. November 1831: Aufteilung Vallemorobbia  →  Pianezzo, Sant’Antonio und Vallemorobbia in piano

- 1. Januar 1867: Fusion Giubiasco und Valle Morobbia in Piano → Giubiasco

- 1. Januar 1907: Fusion Bellinzona, Carasso, Daro und Ravecchia → Bellinzona

- 13. März 2005: Fusion Cadenazzo und Robasacco → Cadenazzo

- 21. November 2010: Fusion Bironico, Camignolo, Medeglia, Rivera und Sigirino → Monteceneri

- 2. April 2017: Fusion Bellinzona, Camorino, Claro, Giubiasco, Gnosca, Gorduno, Gudo, Moleno, Monte Carasso, Pianezzo, Preonzo, Sant’Antonio und Sementina → Bellinzona